# It's Summertime
It's Summertime è un singolo del gruppo musicale britannico Morcheeba, pubblicato il 25 maggio 2018 come terzo estratto dal nono album in studio Blaze Away.

## Descrizione
Il brano è stato composto da Skye Edwards e Ross Godfrey in collaborazione con il cantautore statunitense Kurt Wagner, frontman dei Lambchop.

In un'intervista rilasciata al webzine PopMatters, Ross Godfrey, a proposito del singolo, ha dichiarato:

## Video musicale
Il videoclip del singolo, diretto da David n Donihue, è stato pubblicato il 2 agosto 2018 attraverso il canale YouTube del gruppo musicale.

## Tracce
Download digitale
1. It's Summertime (Single Version) – 3:26
2. It's Summertime (Acoustic) – 3:37
3. It's Summertime (Radio Mix Instrumental) – 3:38
4. It's Summertime (Original Mix) – 3:38

Download digitale (Remixes)
1. It's Summertime (Lindstrom & Prins Thomas Remix) – 8:00
2. It's Summertime (Lindstrom & Prins Thomas Radio Edit) – 3:58
3. It's Summertime (Lindstrom & Prins Thomas Dubious Dub) – 5:43
4. It's Summertime (Lindstrom & Prins Thomas Instrumental) – 7:54